# Édouard Carlin
Édouard Carlin (* 26. Juni 1817 in Moutier; † 21. Juni 1870 in Rang-lès-L’Isle) war ein Schweizer Politiker, Richter und Rechtswissenschaftler. Von 1854 bis zu seinem Tod gehörte er dem Nationalrat an. Ausserdem war er Bundesrichter (1869 Bundesgerichtspräsident).

## Biografie
Carlin war der Sohn eines französischen Polizeioffiziers, der sich in Moutier als Landwirt niedergelassen hatte. Er besuchte die Sekundarschule in Delsberg sowie die Gymnasien in Solothurn und Bern. Ab 1837 studierte er Recht an den Universitäten Freiburg im Breisgau, Bern und Paris. 1840 wurde er in der Gemeinde Pleigne eingebürgert, ein Jahr später bestand er das Staatsexamen. Ab 1842 war Carlin in Delsberg als Rechtsanwalt tätig. 1858 erhielt er den Ehrendoktortitel der Universität Bern. Im Militär hatte er zuletzt den Rang eines Majors im Justizstab.
1846 wurde Carlin in den Grossen Rat des Kantons Bern gewählt. Im selben Jahr hatte er grossen Anteil an der neuen Kantonsverfassung, die zahlreiche radikalliberale Forderungen erfüllte. Carlin verlor 1850 sein Grossratsmandat, zog aber ein Jahr später erneut ins Kantonsparlament ein. Später war er der erste Jurassier, der das Amt des Grossrtspräsidenten innehatte. 1854 lehnte er die Wahl zum Oberrichter ab, zweimal (1858 und 1862) auch jene zum Regierungsrat. Obwohl selbst katholisch, galt er zusammen mit Xavier Stockmar als Führungspersönlichkeit der liberalen, antiklerikalen und antiseparatistischen Opposition im Berner Jura. Beispielsweise unterstützte er das Lehrverbot für Ordensangehörige an öffentlichen Schulen und die Reduktion der katholischen Feiertage. Ebenso setzte er sich für den Eisenbahnbau ein.
Im September 1850 versuchte Carlin in der Affäre um Herrmann Basswitz zu vermitteln, der aus antisemitischen Gründen und gegen den Willen der Bevölkerung durch die konservative Kantonsregierung als Gemeinderat von Saint-Imier abgesetzt worden war. Carlin kandidierte bei den Nationalratswahlen 1854 und wurde im Wahlkreis Jura gewählt. Während des Savoyerhandels von 1860 kaperten 30 Bewaffnete ein Dampfschiff auf dem Genfersee und versuchten, in Thonon-les-Bains und Évian-les-Bains einen proschweizerischen Aufstand anzuzetteln; im Auftrag des Bundesrats vermittelte Carlin in der «Affäre Perrier» und konnte dadurch einen bewaffneten Konflikt mit Frankreich abwenden.
Carlin spielte bei der Redaktion des Berner Zivilrechts und des eidgenössischen Handelsgesetzbuches (Vorläufer des Obligationenrechts) eine bedeutende Rolle. In den 1860er Jahren setzte er sich für eine Revision der Bundesverfassung ein. 1866 wurde er zum Mitglied des Bundesgerichts gewählt, den er 1869 präsidierte. 1868 trat er als Grossrat zurück und übernahm an der Universität Bern den Lehrstuhl für französisches Zivilrecht. Nationalrat blieb er bis zu seinem Tod.